# Rhadinotaenia meridionalis
Rhadinotaenia meridionalis är en skalbaggsart som beskrevs av Renaud Maurice Adrien Paulian 1990. Rhadinotaenia meridionalis ingår i släktet Rhadinotaenia och familjen Cetoniidae. Inga underarter finns listade i Catalogue of Life.